# Brújula solar

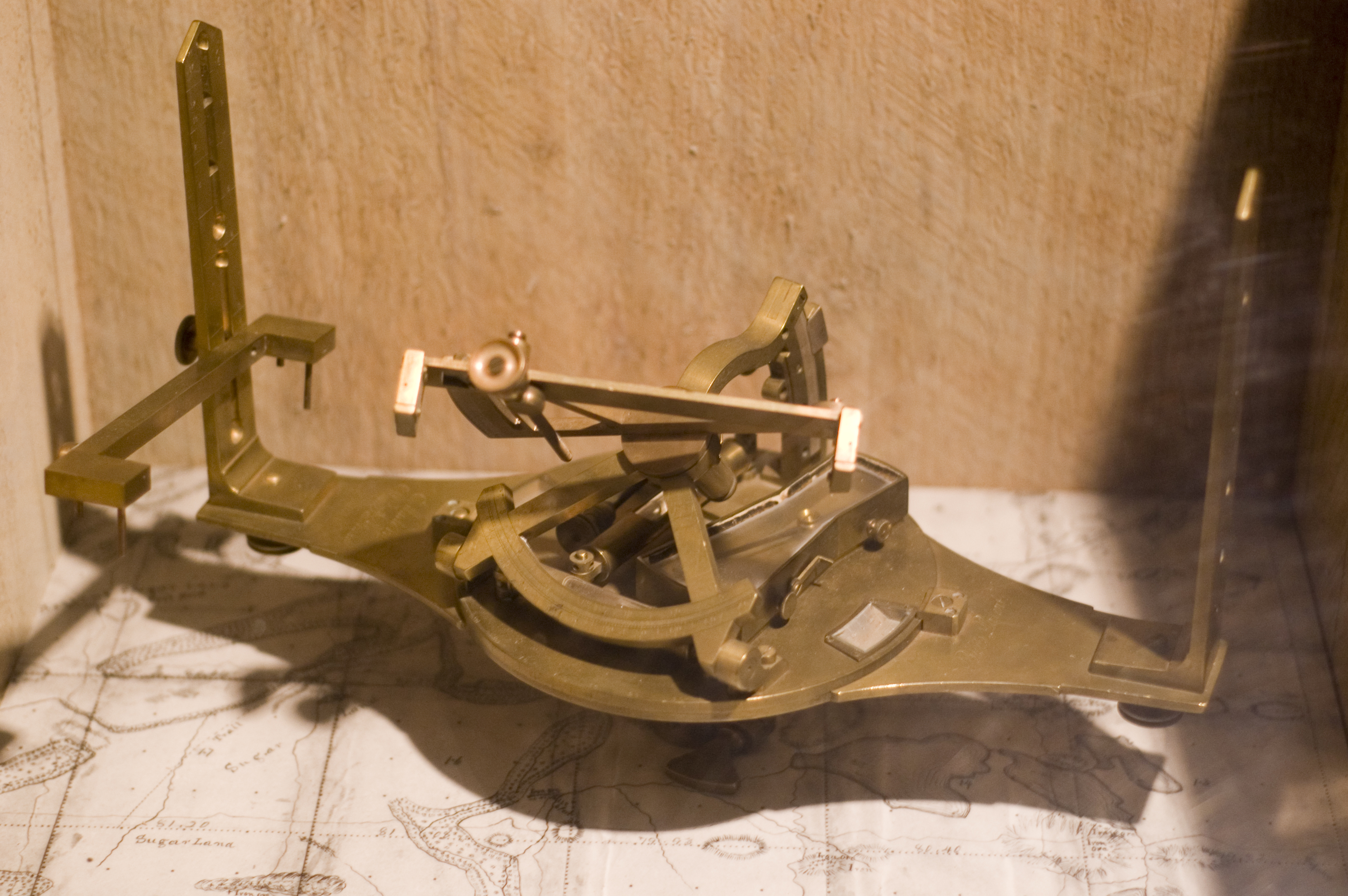
Brújula solar de William Burt

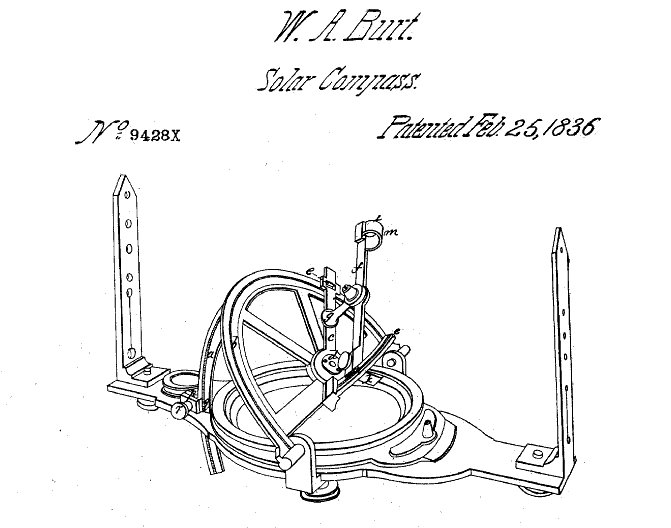
Patente de 1836 de la Brújula solar de Burt

La  brújula solar  se utilizaba para topografiar ciertos terrenos donde las brújulas regulares eran susceptibles de perturbación debido a la abundancia de algún mineral que hacía las lecturas inexactas. Fue inventada por William Austin Burt, quien la patentó el 25 de febrero de 1836. 
Aunque podía utilizarse con otros astros, principalmente se utilizaba a partir de la posición del Sol o de la Luna, sabiendo la hora local (reloj) y la declinación del astro (mediante tablas), la brújula solar permitió a los agrimensores trazar las líneas en los mapas con más precisión, ahorrándoles un valioso tiempo.
El funcionamiento es el siguiente:
1. Ajustar la declinación del Sol para ese día, obtenida por medio de tablas, en el limbo perpendicular al limbo horario.
2. Ajustar la latitud en el limbo de la alidada.
3. Ajustar la hora local aproximada en el limbo horario que gira sobre un eje polar.
4. Orientar el instrumento, mantenerlo nivelado, de manera que la imagen del Sol aparezca entre las líneas trazadas en la pantalla que hay debajo de la lente.
5. Ajustar el limbo horario hasta que la imagen entre líneas quede perpendicular al primer conjunto.
6. El eje horario, entonces apuntará hacia el polo.

Otras medidas:
1. Apuntando las pínulas hacia un objeto terrestre se podrá leer su demora en el limbo graduado en grados.
2. La declinación magnética se podrá leer en comparación con la brújula de la placa base.[1][2]